# 骑马山街道
骑马山街道，是中华人民共和国新疆维吾尔自治区乌鲁木齐市沙依巴克区下辖的一个街道办事处。
2014年，乌鲁木齐市人民政府批复同意设立骑马山街道办事处。

## 行政区划
骑马山街道下辖以下地区：
儿童村社区、骑马山路西社区、西盛社区、西源社区、水库街社区和兴荣巷社区。